# Куйбишевський район (Ростовська область)
Ку́йбишевський райо́н (рос. Куйбышевский район) — район у західні частині Ростовської області Російської Федерації. Адміністративний центр — село Куйбишево.

## Географія
Район розташований у західні частині області на кордоні з Україною. На сході межує із Родіоново-Несветайським районом, на півдні — із Матвієво-Курганським районом, Інший кордон проходить із Донецькою та Луганською областями України.

## Історія
Голодаївський район було утворено 1923 року у складі Таганрізької округи Донецької губернії УРСР. 
1 жовтня 1924 року він було віддано до складу РРФСР. 1929 року район було ліквідовано, а його територія передана до складу сусіднього Матвієво-Курганського району. 
У січні 1935 року район відновили, а з квітня того ж року район і центр перейменували у сучасну назву. 1963 року район знову був ліквідований, і знову його територія відійшла до складу Матвієво-Курганського району.
У грудні 1973 року район остаточно був відновлений у своїх межах.

## Населення
Населення району становить 14322 особи (2013; 14800 в 2010).
Національний склад (2010): росіяни — 88,1 %, українці — 6,4 %, вірмени — 2,1 %, інші — 3,4 %[джерело?].

## Адміністративний поділ
Район адміністративно поділяється на 3 сільських поселення, які об'єднують 34 сільських населених пункти:
| Поселення                          | Площа, км² | Населення, осіб (2010) | Центр            | Населені пункти |
| ---------------------------------- | ---------- | ---------------------- | ---------------- | --------------- |
| Кринично-Лузьке сільське поселення | 362,02     | 3945                   | Кринично-Лузький | 14              |
| Куйбишевське сільське поселення    | 278,44     | 7971                   | Куйбишево        | 14              |
| Лисогорське сільське поселення     | 231.69     | 2884                   | Лисогорка        | 6               |

### Найбільші населені пункти
| №  | Населений пункт  | Населення, осіб (2010) |
| -- | ---------------- | ---------------------- |
| 1  | Куйбишево        | 6 145                  |
| 2  | Лисогорка        | 1 318                  |
| 3  | Нова Надежда     | 1 125                  |
| 4  | Міллерово        | 1 008                  |
| 5  | Крюково          | 859                    |
| 6  | Кринично-Лузький | 601                    |
| 7  | Новіковка        | 490                    |
| 8  | Руське           | 449                    |
| 9  | Свободний        | 354                    |
| 10 | Новобахмутський  | 264                    |

## Економіка
Район є цілком сільськогосподарським, тут працює 11 колективних та понад 170 фермерських господарств, які займаються вирощуванням зернових, технічних культур (соняшнику) та тваринництвом. Розвивається переробна промисловість сільськогосподарської продукції.